# In the Flesh?
«In the Flesh?» (с англ. — «Во плоти?») — песня британской рок-группы Pink Floyd с альбома The Wall. Композиция открывает альбом и имеет репризу, повторение с небольшим изменением в середине альбома.

## История
Название песни происходит от названия тура группы 1977 года «In the Flesh Tour» после которого у Роджера Уотерса и появилась идея альбома. Изначально Уотерс планировал добавить мотивы из этой песни в свой сольный альбом The Pros and Cons of Hitch Hiking над которым он работал параллельно с The Wall. Запись песни происходила в январе 1979 в студии Studio Miraval. Это была вступительная песня на концертах, которая открывала концертные выступления The Wall. Концертный альбом The Wall получил название «In The Flesh?»

## Сюжет
Главный Герой, Пинк Флойд, обращается к слушателю говоря, что слушатель ожидал увидеть на его «спектакле» совсем иное. Чтобы увидеть целую картину зрителям придётся «заглянуть под маску героя». В фильме «Стена» песня сопровождается сценой погромов и бунтов. К толпе выходит Пинк Флойд в образе диктатора и начинает петь текст песни. Песня заканчивается бомбардировкой немецким самолётом английских войск, в результате чего погибает отец главного героя.
В начале композиции тихо звучит композиция из конца альбома Outside The Wall и слов «… мы начали?». Сложив начало и конец альбома можно получить фразу «Разве не с этого мы начали?». Это показывает зацикленность альбома и его истории. Тихое начало прерывается резкими громкими барабанами.

## Участники записи
- Роджер Уотерс — вокал, бас-гитара
- Дэвид Гилмор — гитары
- Ричард Райт — синтезаторы
- Ник Мейсон — ударные

совместно с:
- Фред Мандель — орган
- Брюс Джонстон — бэк-вокал
- Тони Теннилл — бэк-вокал
- Джо Чемей — бэк-вокал
- Стэн Фарбер — бэк-вокал
- Джим Хаас — бэк-вокал
- Джон Джойс — бэк-вокал